# بیل سزار
بیل سزار (انگلیسی: Bill Caesar; ۲۵ نوامبر ۱۸۹۹ – ۵ آوریل ۱۹۸۸) بازیکن کریکت، و بازیکن فوتبال اهل بریتانیا بود.
از باشگاه‌هایی که در آن بازی کرده‌است می‌توان به باشگاه فوتبال برنتفورد، باشگاه فوتبال دارلینگتون، باشگاه فوتبال فولام، و باشگاه فوتبال ویمبلدون اشاره کرد.